# 达里尼市
达里尼（羅馬化：Dalniy），又译作达尔尼或達利尼，大约在今大连市中山区、西岗区和沙河口区，是俄租关东州于1898年至1905年期间下辖的行政区划名称，1898年起，俄罗斯在关东州建设达里尼港，1902年起建立达里尼特别市，为财政部直辖的港口城市。在中国近代史上，该地相继被俄罗斯帝国、大日本帝国、苏联占领至1955年后，中华人民共和国政府才完全收回该地的主权。

## 历史沿革

### 名称由来
在俄罗斯帝国租借大连地区之前，该地为清朝金州厅的一部分，海域则称作大连湾。俄罗斯帝国在1898年在青泥洼拟建造商港城市时，俄国皇帝尼古拉二世要求不以大连湾为名，由于距离俄国中心较远，俄国将青泥洼地区建起的商港命名为“达里尼”，意为“遥远”或“偏远”，城市则与港口名称相同。

### 港口与城市建设
1897年，俄国舰队入侵旅顺与大连湾，1898年，俄国强迫清政府与其签订《旅大租地条约》和续约，俄国租借旅顺口、大连湾及附近水域25年，并获得中东铁路南满支线的专有权。起初俄国打算在旅顺口修建商港并提出了相关方案，但遭到了俄军方的反对，俄当局遂打算将商港建造在大连湾北岸的柳树屯，亦因地域狭窄而未能实施，综合考虑各个因素后，沙俄与1898年6月3日将开辟商港的位置定在青泥洼，并以达里尼作为新建商港的名称。
俄国军事占领达里尼后，便开始着手发展当地的经济。俄国财政部长谢尔盖·维特在监督中东铁路建设的同时，推动修建了南到旅顺、大连，北到哈尔滨的东清铁路支线（日俄战争后其南段成为南满铁路本线）。该段铁路为大连港带去了近2000万卢布的经济收入。1899年，曾参与设计海参崴商港建设的军事工程师萨哈罗夫被任命到大连，在田园城市理论的指导下对大连进行了现代化改造。改造后的大连城市划分为五个相连的区域：一个商业区、两个行政区、一个住宅区和一个中国区，所有区都提供了电力和现代化的供水系统。

### 经济与军事发展
1899年8月11日，俄国宣布大连港为自由港并向各国商船开放。至1902年，俄国已经建造了两个主要的码头，能停泊25艘1000吨重的船舶，虽然1905年该地被日本控制时港口尚未完全建成，但大部分码头已经建成并为大连当地带去了极大的经济效益。然而，由于俄国本土早已拥有能带来经济效益的海参崴港，且附近有一个更为发达的营口港与大连港有竞争关系，建设大连港的举措亦遭到了部分反对者的批评。但对于俄国来说，攫取大连地区为俄国带来的军事利益比经济投入更有价值。
1903年2月，连接大连与哈尔滨的铁路正式通车，8月，大连成功地通过铁路与俄国本土相连。短短5年时间，大连已经从渔村发展为近代经济都市，1904年，俄罗斯驻美国公使卡西尼伯爵宣称“哈尔滨和达里尼是俄罗斯进步和文明的纪念碑”，俄国政府亦认为通过控制辽东半岛，满洲地区将逐步被俄国完全控制，且直隶也将由他们所支配。然而随着日俄战争的失败与朴茨茅斯和约的签订，俄国失去了大连的控制权，对大连商港的兴建宣告终止。

### 政治
1899年达里尼被宣布为自由港，隶属于大连湾及岛屿行政区，1902年5月达里尼独立建立特别市，城市建设由东省铁路公司协助，市长为商港和城市建设总工程师萨哈罗夫，由东省铁路公司推举。关东总督府对大连市进行监控，并在市长任命、市政治安司法等方面都保留否决权利决策处理权。6月6日设立市长属下港务局。港务局设局长1人，副局长1人，港务监督（兼领航员）1人，职员2人，华语翻译1人，外语翻译3人，文书3人。因设立不久即被日本占领，达里尼仅有一任市长，即主导建设达里尼港的工程师瓦西里·萨哈罗夫。:79

## 后续
1905年日本占领关东州后，以大连军政署（羅馬化：Dairen gunseishyo）接管达里尼的市政工作:81。1945年日本投降后，意圖接管大连的国民政府在此地设置直辖大连市，直属于行政院，但此时由于占领此地的苏军和中国共产党已经共同建立了关东行政公署和大连市政府（1949年后改称大连市人民政府），国民政府未能实际控制该地区。
20世纪90年代初期，大连市人民政府市长薄熙来提出翻新俄治时期大连建筑并建设俄罗斯风情街的想法，该项目的建造工程始于1999年，吸引了许多俄罗斯建筑专家的参与。2000年10月1日，俄罗斯风情街竣工，对八座俄罗斯时代的建筑进行了翻新，包括前达里尼市政厅，还建造了六座新建筑。

## 圖集

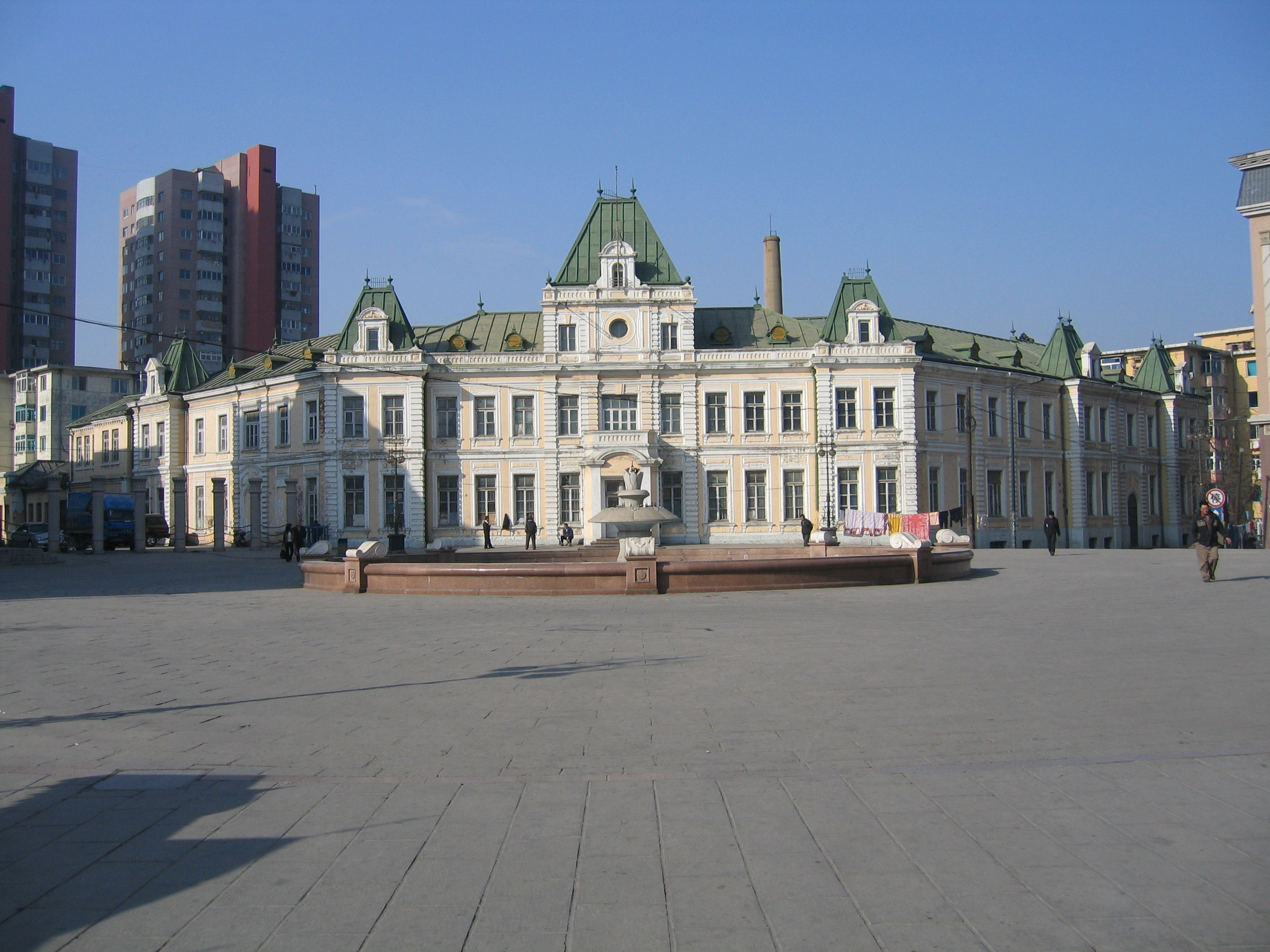
1900年建成的达里尼市政厅，现已经过翻新
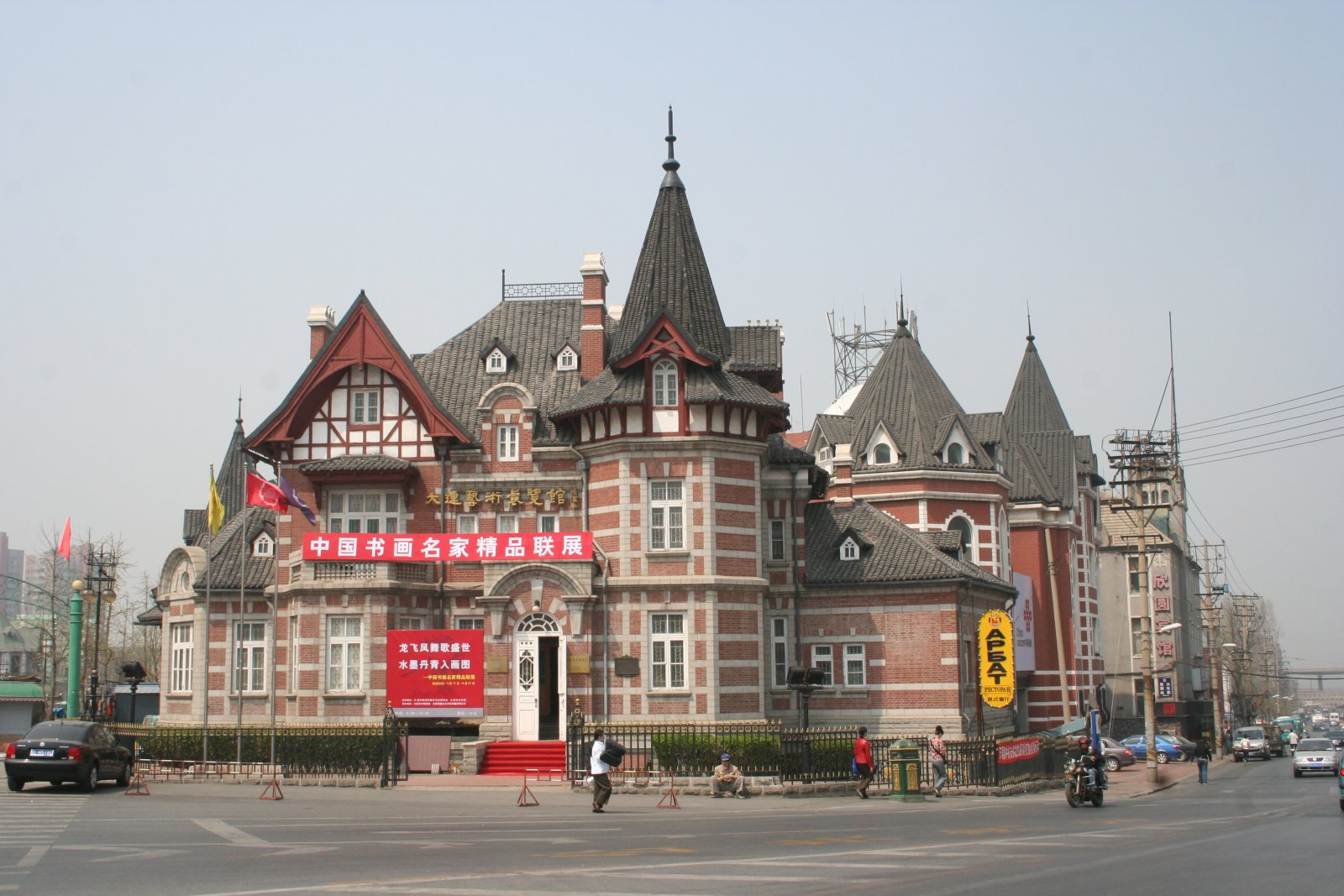
大连俄罗斯风情街
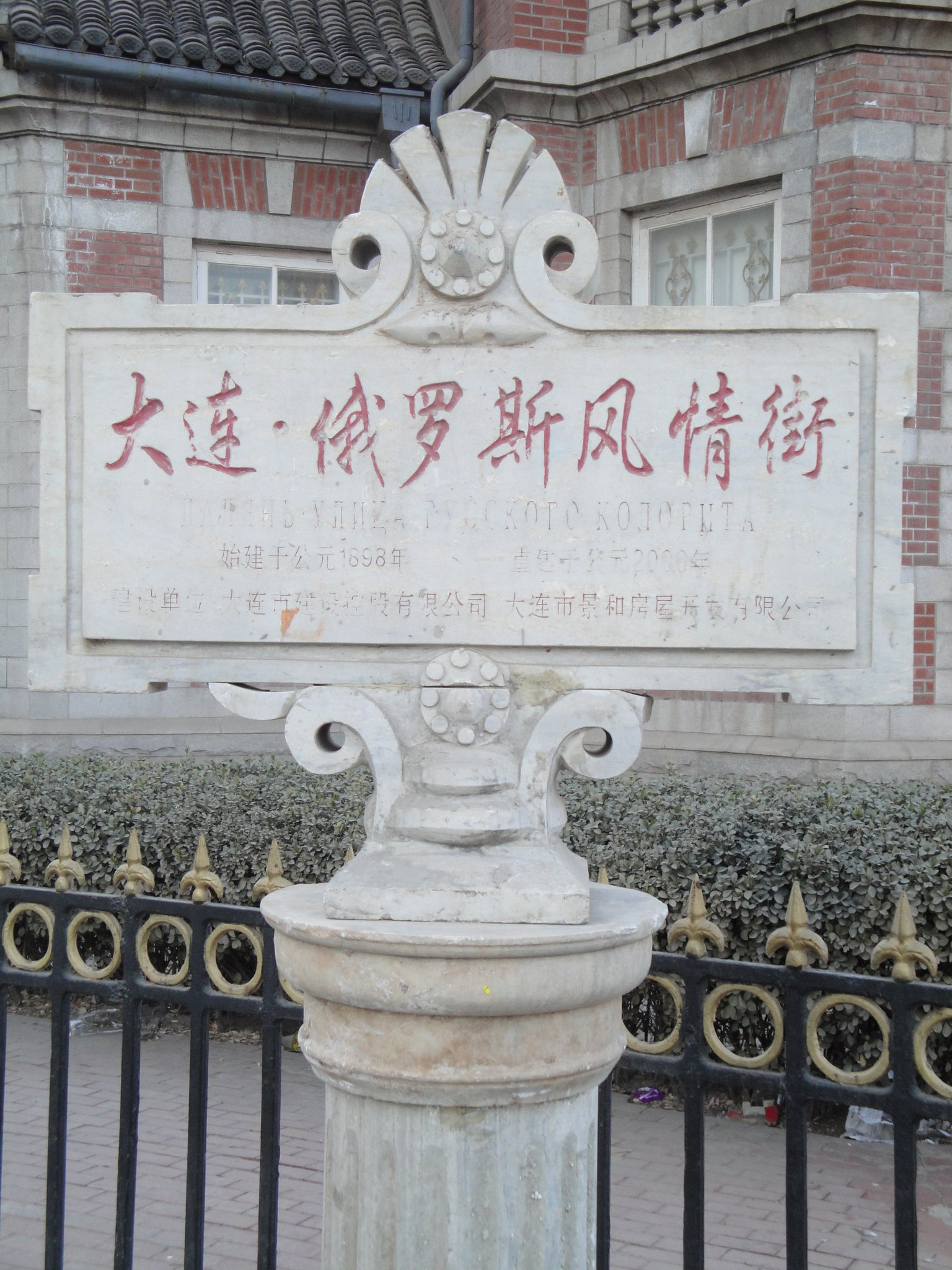
大连俄罗斯风情街
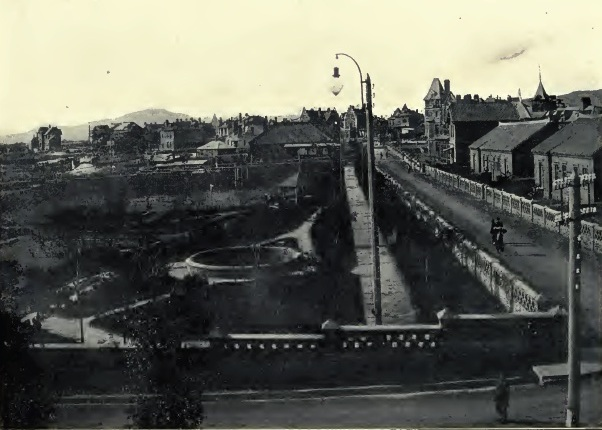
达里尼市旧影，摄于1904年
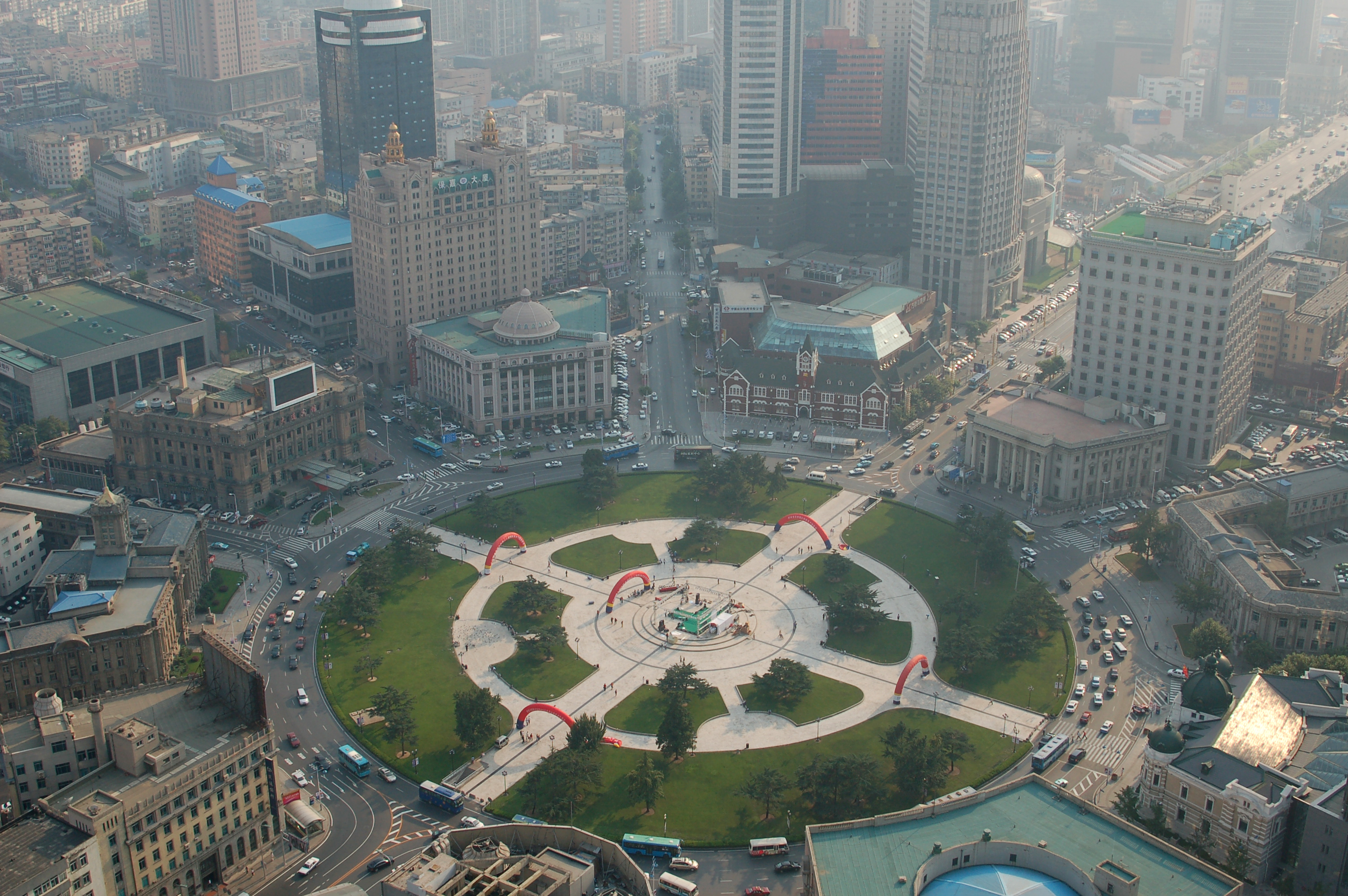
大连中山广场，在俄罗斯统治时期称为“尼古拉广场”